# Acte de Québec
Lire en ligne

version anglaise et traduction française

Proclamation royale de 1763 Acte constitutionnel
L’Acte de Québec (en anglais : Quebec Act) est la deuxième loi parlementaire constitutive de l’administration britannique au Canada après la Proclamation royale de 1763, qui est révoquée par le fait même, mais la première votée par le Parlement de Londres.
Essentiellement, la loi agrandit le territoire de la Province de Québec, permet l'usage des lois civiles françaises, établit un Conseil législatif, reconnaît le libre exercice de la religion catholique et remplace le serment du Test par un serment au roi. Ayant reçu la sanction royale le 22 juin 1774, l’Acte de Québec est généralement bien accueillie par les Canadiens, à l'exception de marchands britanniques, déçus de l'absence d'une assemblée législative. Les colonies du sud sont également outrées de constater autant de tolérance envers des papistes. Un mouvement de réformes traverse les années 1780 autour de la question d'une assemblée, que de plus en plus de Canadiens, anglophones comme francophones, réclament.
L'Acte de Québec est finalement abrogé en grande partie puis remplacé par l'Acte constitutionnel en 1791. La partie non abrogée de l'Acte de Québec a conservé une force supralégislative jusqu'en 1931.

## Contexte
Le gouverneur James Murray a rapidement adapté son administration à la réalité canadienne plutôt que d'imposer rigoureusement les lois britanniques à une population largement catholique. Le gouverneur permet ainsi à quelques catholiques d'occuper certaines fonctions, hormis le serment du Test. En 1766, Murray est rappelé à la suite de protestations de marchands britanniques installés au Canada. Guy Carleton le remplace en septembre à titre de lieutenant-gouverneur. Il est officiellement nommé gouverneur le 31 octobre 1768. Cette année-là, il faisait la promotion de : 
« L'élévation au rang de conseillers de trois ou quatre Canadiens en vue, dont les fonctions consisteraient à peu près à l'honneur de porter ce titre, bien que dans certaines occasions ils pourraient se rendre utiles. [...] En outre, les gentilshommes auraient raison d'espérer que leurs enfants, sans avoir reçu leur éducation en France et sans faire partie du service français, n'en pourraient pas moins supporter leurs familles en servant le roi leur maître, et en exerçant des charges qui les empêcheraient de descendre au niveau du bas peuple par suite des divisions et des subdivisions des terres à chaque génération. »

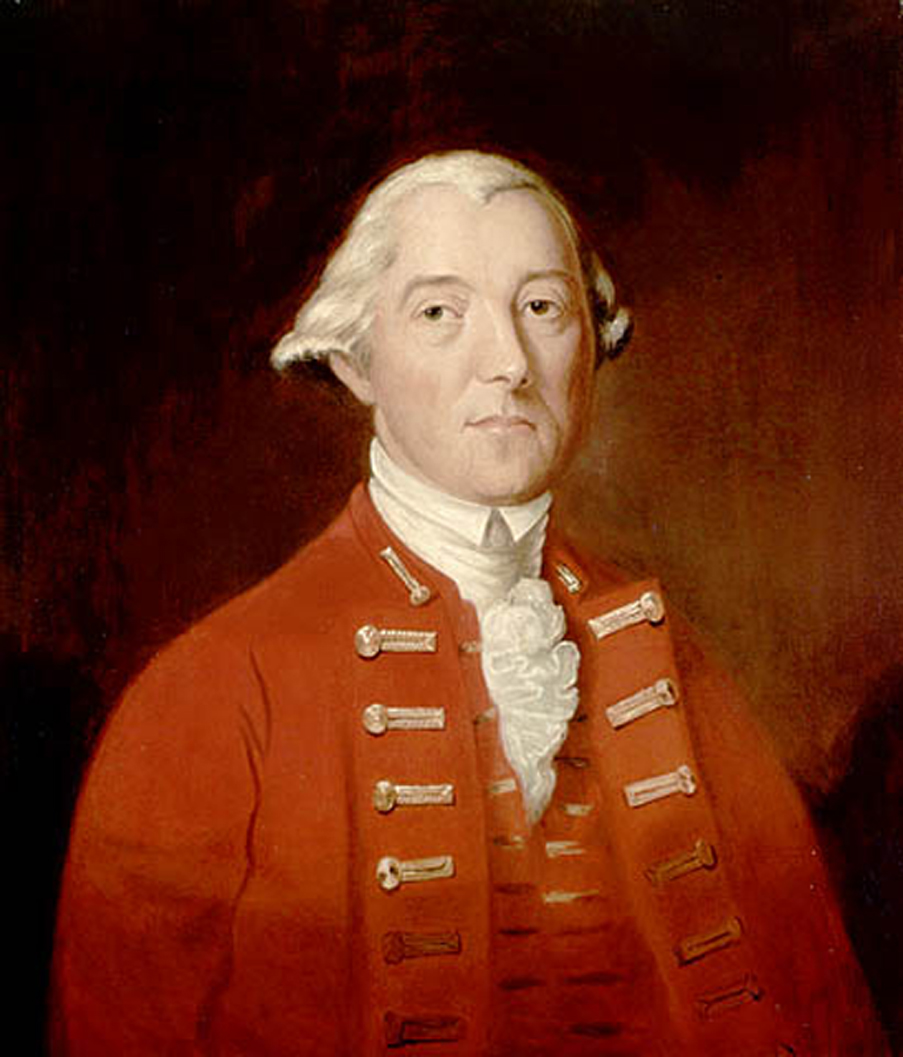
Guy Carleton a participé à l'élaboration de l'Acte de Québec.

L'appui des seigneurs lui apparaît essentiel dans la consolidation de l'autorité britannique dans la colonie récemment conquise. Carleton remarque que comme les seigneurs, d'anciens militaires inactifs depuis près de 10 ans, « ne sont liés par aucune charge de confiance ou qui leur rapporte des profits, nous nous abuserions en supposant qu'ils se dévoueraient à la défense d'une nation qui les a dépouillés de leurs honneurs, de leurs privilèges, de leurs revenus et de leurs lois ».
En 1770, le gouvernement de Lord Frederick North décide de doter la Province de Québec d'une constitution mieux adaptée à la réalité canadienne qui permettrait d'obtenir l'attachement de ses nouveaux sujets. Rapidement, l'utilisation des lois et des coutumes françaises est envisagée. Les Anglais tergiversent par contre sur la question d’y établir ou non une législature.
Cette année-là, le gouverneur Carleton se rend à Londres pour participer à l'élaboration d'une nouvelle constitution pour la Province de Québec. Il en confie la gestion à son secrétaire Hector Theophilus Cramahé. Charles-Louis de Lanaudière, qui accompagne Carleton, écrit à son père dès son arrivée en sol anglais: « Tout ce que je peux vous dire [c'est] qu'on est bien intentionné pour les Canadiens ». Entre-temps, peu après le départ de Carleton, une pétition pour le rétablissement des lois et des coutumes françaises et l'abolition du serment du Test est rédigée par une cinquantaine de francophones.

Le 30 octobre 1773, un comité est formé par quelques Britanniques. Présidé par John McCord, ils veulent élaborer une pétition réclamant une chambre d'assemblée pour la colonie. Ils traduisent ensuite celle-ci en français et invitent les principaux habitants français à venir les rencontrer. 
« Nous composons le comité des habitants anglais dont les idées à ce sujet sont très modérées. Ils désirent une Assemblée, parce qu'ils savent que c'est le seul moyen sûr de concilier les nouveaux sujets avec le gouvernement britannique, de favoriser le développement de la colonie et de garantir aux habitants la paisible possession de leurs droits et de leurs propriétés. » 
Encore en décembre 1773 et en janvier 1774, une centaine de personnes signent une pétition. Cette fois, 7 ou 8 noms de Canadiens, dont celui de Pierre du Calvet, y figurent. Les pétitionnaires rappellent que dans la Proclamation royale, on précisait que les assemblées seraient convoquées « lorsque les circonstances le permettront ». Ils affirment que le temps est désormais propice.

## L'ébauche du projet de loi
Alexander Wedderburn, solliciteur général, et Edward Thurlow, procureur général, remettent des rapports à lord North. En février 1774, Wedderburn commence à rédiger les premières ébauches d'un projet de loi qui viendra remplacer la Proclamation royale.
Le projet de loi est étudié à la Chambre des Communes et à la Chambre des Lords en mai et juin 1774. Si certains déplorent l'absence de l'habeas corpus ou le rétablissement des lois françaises, c'est  la question de la religion catholique qui monopolise les débats.
Les 2 et 3 juin, les députés sont réunis en comité législatif et reçoivent entre autres le gouverneur Carleton, Francis Maseres, procureur général de la Province de Québec de 1766 à 1769, William Hey, juge en chef de la Province de Québec de 1766 à 1776, Michel Chartier de Lotbinière, qui s'octroie le titre de porte-parole des seigneurs canadiens, et James Marriott, avocat général du roi.
Pour Carleton, les assemblées législatives risquent surtout de « rendre le peuple réfractaire et insolent ». Dans cette optique, il « demande humblement à la grande sagesse des Conseils de Sa Majesté de décider jusqu'à quel point l'esprit d'indépendance de la démocratie est compatible avec un gouvernement subordonné à la monarchie britannique et si les notions irrésistibles d'une telle institution doivent être développées dans les circonstances actuelles au sein d'une population si récemment conquise ».
Masères soutient au contraire que les Canadiens voudront bientôt cette institution. Chartier de Lotbinière se range aussi à cet avis. Prenant position contre Carleton à la moindre occasion, il s'oppose à sa vision des faits et réclame plutôt une Chambre d'assemblée. Enfin, Hey ne croit pas que les Canadiens souhaitent des éléments tels que le jugement par jury et une assemblée. Il mise plutôt sur une conciliation des lois civiles françaises et anglaises. Il note au passage que les Canadiens sont « en général un peuple très empressé et obéissant », mais en même temps « un peuple très ignorant - un peuple qui avait de forts préjugés ».
L’affaire Campbell v Hall, tranchée en 1774 par Lord Mansfield (lord chief justice), remet en cause l'évincement du droit français dans la Province de Québec. Lord Hillsborough, ancien secrétaire d'État aux colonies, et Lord Dartmouth, le secrétaire d'État aux colonies, influencent aussi le projet de loi en cours d'élaboration.

## Le contenu de l'Acte de Québec

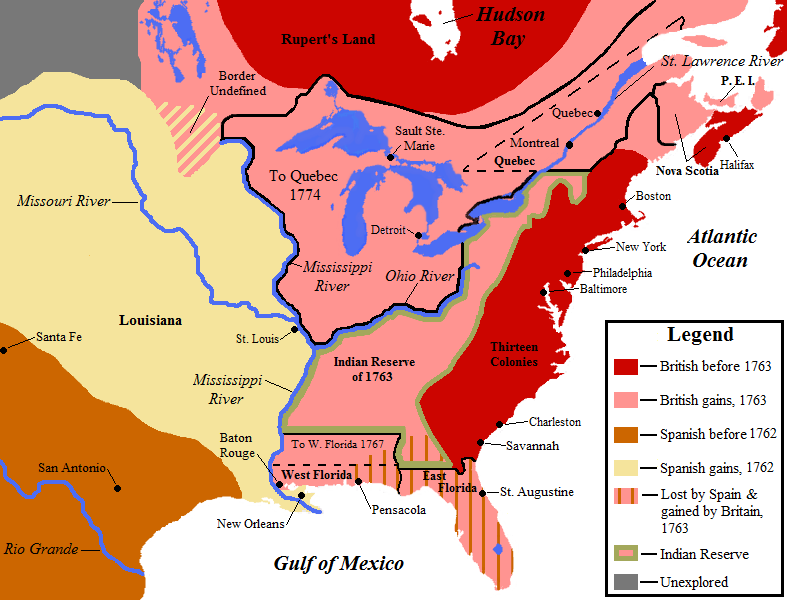
Evolution du territoire de la province de Québec de 1763 (ligne pointillé noire) à 1774 (continue noire), au sein de l'Amérique britannique.

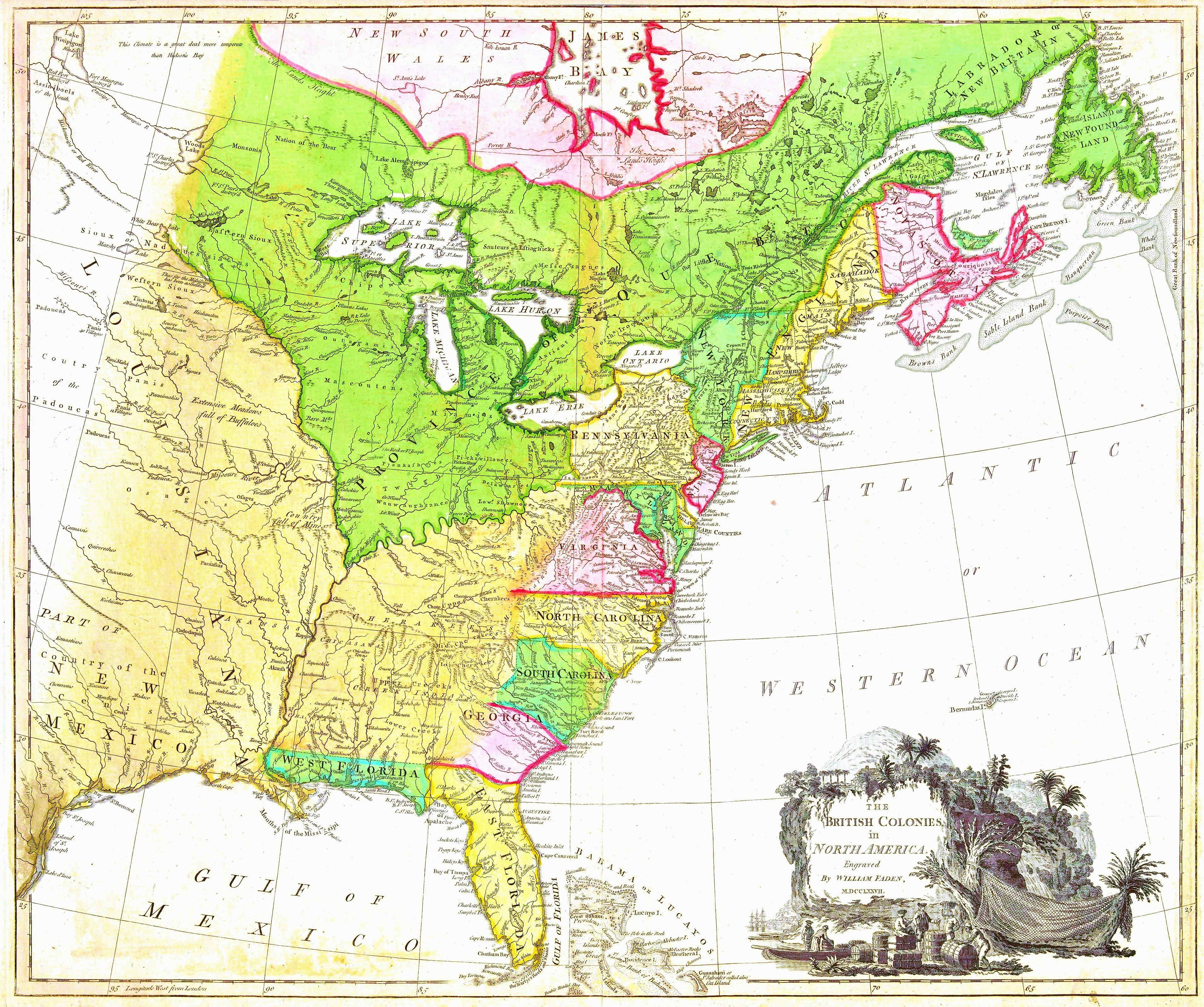
Carte des colonies britanniques nord-américaines publiée en Angleterre en 1777. En vert (sauf Terre-Neuve et les trois zones au sud), ce qui constitue la Province of Quebec à partir de 1774.

Première constitution de la Province de Québec adoptée par le Parlement, George III sanctionne l'Acte de Québec le 22 juin 1774. La loi s'intitule An Act for making more effectual Provision for the Government of the Province of Quebec in North America.
L'Acte de Québec entre ensuite en vigueur le 1er mai 1775. Les Canadiens sont rapidement informés de son contenu. L'imprimeur William Brown fait paraître l'Acte de Québec en français et en anglais dans une brochure et le texte est reproduit dans la Gazette de Québec dès le 8 décembre 1774.

### Un territoire élargi
L'Acte de Québec agrandit énormément les frontières de la Province de Québec, qui comprend désormais, outre la vallée laurentienne, tout le territoire situé au sud de celui appartenant à la Compagnie de la Baie d'Hudson, c'est-à-dire le Labrador, l'île d'Anticosti et les îles de la Madeleine, jusqu'aux Grands Lacs, incluant leur pourtour. Les frontières sont aussi étendues pour inclure le confluent de l’Ohio et du Mississippi. À l'ouest, la frontière suit une ligne franc nord jusqu'à la Terre de Rupert. Le nord-ouest de la « Réserve indienne (en) », issu de la Proclamation royale, revient donc dans la juridiction de la Province de Québec.

### Les lois civiles françaises sont rétablies et les lois criminelles anglaises, maintenues
L'Acte de Québec confirme l'usage des lois civiles françaises. Depuis l'entrée en vigueur de la Proclamation royale en 1763, on se demandait si cela avait impliqué qu'elles avaient été supprimées et remplacées par la common law. Outre les ordres religieux et les communautés, tous les sujets - nouveaux comme anciens : « pourront conserver la possession et jouir de leurs propriétés et de leurs biens avec les coutumes et usages qui s'y rattachent et de tous leurs autres droits civils ». Les lois criminelles anglaises sont quant à elles maintenues.
Il n'est pas explicitement question du régime seigneurial dans l'Acte de Québec. Or, l'usage des « lois du Canada » vient le cautionner indirectement. Quant au franc et commun soccage, l'Acte de Québec ne fait que protéger les terres qui avaient été concédées ainsi depuis la cession.

### La religion
L'Église catholique, qui demeure soumise à « la suprématie du roi », voit la liberté de culte reconnue et le droit de percevoir la dîme. Le serment du test est remplacé par un serment d'allégeance, ce qui permet aux catholiques de devenir conseillers législatifs ou juges ou d'occuper un poste dans l'administration sans avoir à abjurer. Des mesures sont également annoncées pour « l'encouragement de la religion protestante ».

### Le Conseil législatif
Se rendant à l'opinion du gouverneur Carleton, l'Acte de Québec n'octroie pas d’assemblée législative, réclamée par les marchands britanniques, à la colonie. Le gouverneur conserve ses pouvoirs discrétionnaires. S'il doit s'absenter de la colonie ou s'il décède, le gouverneur sera remplacé par le lieutenant-gouverneur. Le gouverneur et son exécutif gardent également la mainmise sur l'administration et les institutions judiciaires par la voie des nominations.
Le grand changement de l'Acte de Québec est l'institution d'un pouvoir législatif. Un conseil législatif comprenant de 17 à 23 notables devra être formé sur recommandation du gouverneur. Les conseillers législatifs rendront dorénavant des ordonnances « pour la paix, le bien-être et le bon gouvernement » avec l'approbation du gouverneur. Le Conseil législatif n'a toutefois pas le pouvoir d'imposer des taxes ou des impôts. Il peut cependant prélever certaines sommes pour l'entretien des routes ou « d'autres fins d'utilité locale ».
Toutes les décisions prises par le Conseil législatif devront par ailleurs être soumises à l’approbation royale. Le Parlement londonien peut, « par décret de Sa Majesté en son conseil », désapprouver toute ordonnance.

Dans les instructions à Carleton, le 3 janvier 1775, la constitution du Conseil législatif est précisée : 
Vous […] devez rassembler à Québec (que nous désignons par les présentes pour être le lieu de votre résidence habituelle et le siège principal du gouvernement) les personnes suivantes que nous constituons et nommons par les présentes, de l’avis de notre Conseil privé, pour composer notre Conseil en ce qui regarde les affaires de notredite province de Québec et des territoires y annexés savoir : Hector Theophilus Cramahé, Esq., notre lieutenant-gouverneur de notredite province ou notre lieutenant-gouverneur en exercice de notredite province; notre juge en chef en exercice de notredite province; Hugh Finlay, Thomas Dunn, James Cuthbert, Colin Drummond, Francis Les Vesque, Edward Harrison, John Collins, Adam Mabane, – De Léry, – St-Ours, – Pycody de Contrecœur, notre secrétaire en exercice de la dite province, George Allsopp, – De La Naudière, La Corne St-Luc, Alexandre Johnstone, Conrad Cugy, – Bellestre, – Rigauville et John Fraser, Esq. Toutes et chacune de ces personnes rempliront la charge de conseiller ou leurs charges de conseillers pour notredite province de Québec durant bon plaisir et le temps qu’elle résidera ou qu’elles résideront dans notredite province, et pas autrement.
Sur un conseil de 22 personnes, 7 sont des nobles canadiens, dont 6 sont aussi croix de Saint-Louis. Ce sont Charles-François de Lanaudière, Gaspard-Joseph Chaussegros de Léry, Pierre-Roch de Saint-Ours Deschaillons, Claude-Pierre Pécaudy de Contrecœur, Luc de La Corne Saint-Luc, François-Marie Picoté de Belestre et Jean-Baptiste Des Bergères de Rigauville.
Le Conseil législatif siège pour la première et seule fois le 17 août 1775 comme le rapporte la Gazette de Québec: « les membres de l'Honorable Conseil législatif de cette province s'assemblèrent au château St. Louis dans cette ville [...] les Messieurs suivants prêtèrent serment, et prirent leurs places. » Les séances sont ensuite suspendues en raison des perturbations causées par l'invasion américaine. Elles reprennent en 1777 et se tiendront désormais dans l'ancien palais épiscopal à Québec, situé dans la côte de la Montagne.

## Réactions

### Les réactions des anciens et nouveaux sujets dans la Province de Québec
Les marchands britanniques installés dans la Province de Québec ne cachent pas leur déception à l'égard de l'Acte de Québec, surtout face à l'absence d'une Chambre d'assemblée, du procès avec jury et de l'habeas corpus. Dès le 12 novembre 1774, une pétition est acheminée à la Chambre des Communes et à la Chambre des Lords pour en demander son rappel.
L'Acte est par contre accueilli favorablement par la majorité des Canadiens. Pour Carleton, « les sujets canadiens de Sa Majesté sont profondément touchés de la grande bonté que le roi leur a témoignée à l'occasion du dernier acte voté pour réglementer le gouvernement de la province ». Lacorne Saint-Luc, nommé conseiller législatif, le confirme. Pour lui, il s'agit d'une « Chartre précieuse qui assurera la jouissance des Privilèges et de la Religion du peuple de cette province ».
Lord Dartmouth, secrétaire d’État aux colonies, et les lords du commerce proposent ensuite des instructions au gouverneur. Le 28 décembre 1774, le gouvernement adopte un décret précisant les instructions royales de Carleton.

### Les réactions en Angleterre
En général, les Anglais voient d’un très mauvais œil la légalisation de la religion catholique au sein de l’Empire. Plusieurs se questionnent sur les motifs ayant conduit à une telle décision. Le London Evening Post, de Londres, avance le 28 juin 1774: 
Le ministère a pensé qu'il était de bonne politique d'implanter de force les principes serviles du papisme et de l'arbitraire sur un immense espace des possessions anglaises en Amériques, en guise de frein pour réprimer le libre esprit et les agitations constitutionnelles de toutes nos autres colonies en cette contrée.

### Les adresses du Congrès
L'Acte de Québec attise le mécontentement dans les Treize Colonies. Les colons considèrent cette loi comme « infâme » ou même « intolérable ». Ils dénoncent le pouvoir arbitraire du Parlement londonien et le juge trop tolérant à l'égard de la religion catholique. Le New York Journal soutient que l'Ouest devrait être colonisé par des protestants, et non laissé à des Canadiens considérés comme esclaves d'une religion superstitieuse et idolâtre. Ces arguments sont repris dans Adresse du Congrès au peuple de Grande-Bretagne le 21 octobre 1774. Certains colons déplorent que le roi soit devenu papiste. La loi compte parmi les causes indirectes de la révolution américaine, en plus des impopulaires Sugar Act et Stamp Act.
Au sud, les Anglo-Américains commencent à faire parvenir des messages à leurs voisins du nord. Le 26 octobre 1774, le Congrès continental réuni à Philadelphie demande, dans Lettre adressée aux habitants de la Province de Québec, aux Canadiens d'élire des députés afin de former un Congrès provincial et d'en dêpêcher certains au Congrès général de Philadelphie qui se tiendra le 10 mai 1775. leur procès avec jury, habeas corpus, liberté de presse, une Chambre d'assemblée droits.

Les congrès du Connecticut et du Massachusetts prennent l'initiative d'envoyer des troupes pour envahir la colonie. Le 10 mai 1775, Benedict Arnold, Richard Montgomery et Ethan Allen s'emparent du fort Ticonderoga (anciennement Carillon). Le 22 mai, Mgr Briand publie un mandement dans lequel il sermonne les Canadiens : 

Les faveurs récentes dont il [George III] vient de nous combler, en nous rendant l'usage de nos lois, le libre exercice de notre religion, et en nous faisant participer à tous les privilèges et avantages des sujets britanniques, suffiraient sans doute pour exciter votre reconnaissance et votre zèle à soutenir les intérêts de la couronne de la Grande-Bretagne.

[...] Vos serments, votre religion, vous imposent une obligation indispensable de défendre de tout votre pouvoir votre patrie et votre roi. Fermez donc, Chers Canadiens, les oreilles, et n'écoutez pas les séditieux qui cherchent à vous rendre malheureux, et à étouffer dans vos cœurs les sentiments de soumission à vos légitimes supérieurs, que l'éducation et la religion y avaient gravés. 
Fleury Mesplet imprime pour le Congrès Lettre adressée aux Habitants Opprimés de la Province de Québec (29 mai 1775) qui fait miroiter une possible intervention de la France aux côtés des Américains, tout en faisant la promotion d'une chambre d'assemblée et en dénonçant une administration jugée tyrannique de la province.

## L'invasion américaine
Après ces quelques adresses qui ont peu d'effets, le Congrès choisit d'envahir le Canada. En septembre, l'invasion de la province débute. Le fort Saint-Jean capitule le 3 novembre puis c'est au tour de Montréal le 12 novembre. Benedict Arnold se dirige alors vers Québec avec ses 1200 hommes, où ils arrivent le 14 novembre. Richard Montgomery le rejoint pour sa part le 3 décembre avec ses 500 hommes. Carleton leur oppose 1100 soldats et 500 miliciens. Mgr Briand publie un autre mandement le 31 décembre 1775: 
Ils vous ont en conséquence représenté [l'Acte de Québec] comme un attentat à votre liberté, comme tendant à vous remettre dans l'esclavage, à la merci de vos Seigneurs et de la noblesse; ils vous ont promis l'exemption des rentes seigneuriales, et vous avez aimé cette injustice; et que vous ne paieriez plus de dîmes, et vous n'avez pas eu horreur de cette impie et sacrilège ingratitude envers le Dieu, sans la bénédiction duquel ni vos champs ne seraient fertiles ni vos travaux ne réussiraient.

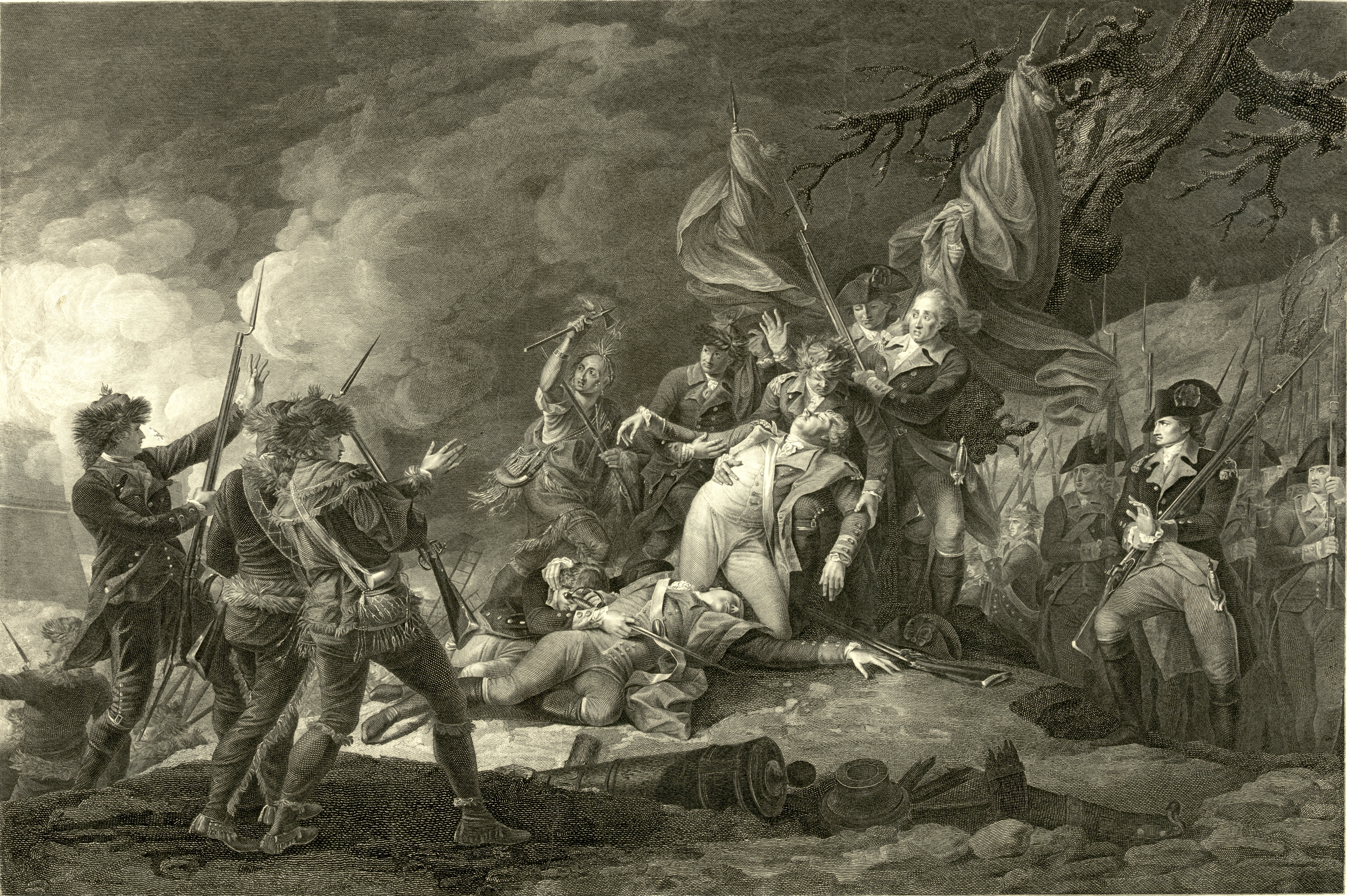
Richard Montgomery est tué à Québec le 31 décembre 1775.

Le même jour, la basse-ville de Québec est finalement attaquée. Montgomery est tué alors qu'Arnold est gravement blessé. Dans les semaines suivantes, le Congrès continue d'envoyer des messages aux Canadiens pour tenter de les rallier à leur cause, dont le 24 janvier 1776 (Aux Habitants de la Province du Canada). Les renforts britanniques n'arriveront seulement qu'en juin 1776, marquant la fin du siège de Québec.

## Une Chambre d'assemblée est réclamée
Les pétitions continuent d'être acheminées, notamment en 1778 et en 1784, comptant cette fois de plus en plus de francophones. Dans celle de 1784, les pétitionnaires écrivent: « Il ne faut pas que les ministres se mettent dans la tête de nous amuser par des palliatifs et des lénitifs. Nous ne serons satisfaits que lorsque le parlement nous aura fait raison en nous faisant part de tous les droits et les privilèges des Anglais ». Ils souhaitent ainsi la création d'une chambre d'assemblée « indistinctement composée d'anciens et de nouveaux sujets de Sa Majesté, librement élus par les habitants ».
À partir de 1784, dans le contexte de la publication de L'Appel à la justice de l'État de Pierre Du Calvet, les comités formés de Canadiens et de Britanniques se multiplient. L'arrivée de loyalistes après la Révolution américaine change aussi la situation coloniale. Le gouvernement de William Pitt le jeune commence à tracer les lignes d'une nouvelle constitution pour la Province de Québec. La loi constitutionnelle de 1774 est finalement modifiée le 10 juin 1791. Elle accorde enfin une assemblée législative à la colonie.

## Aucune force de loi en droit québécois contemporain
L’Acte de Québec a entre autres déjà été plaidé au XXIe siècle pour défendre l’idée que la protection accordée à la liberté de religion perdurerait de nos jours, soit comme pacte historique, soit comme loi fédérale non abrogée, malgré l'utilisation de la clause nonobstant dans une loi comme la Loi sur la laïcité de l'État. Cet argument a été rejeté par le juge Marc-André Blanchard dans l’affaire Hak c. Procureur général du Québec de 2021. Dans cette décision, le juge indique que cette loi a conservé son statut supralégislatif jusqu'en 1931.

[517]      En l’absence d’une abrogation formelle de l’article V de l’Acte de Québec, quel statut cette disposition impériale possède-‍t-‍elle encore?
[518]      Jusqu’en 1931, elle conserve son statut supralégislatif dont bénéficiaient les lois impériales par rapport aux lois coloniales. Durant cette période, on pouvait invoquer l’Acte de Québec, comme toute autre loi impériale, pour invalider des lois fédérales ou provinciales. Selon la « doctrine of repugnancy », la législation adoptée par les parlements coloniaux doit se conformer au droit anglais et une loi coloniale non conforme peut se voir invalidée par les tribunaux.

[522]      Les dispositions en vigueur de l’Acte de Québec perdent leur nature supralégislative en 1931 par l’adoption du Statut de Westminster, qui abroge l’applicabilité du Colonial Laws Validity Act et confère aux Parlements fédéral et provinciaux le droit de modifier ou d’abroger les lois impériales existantes ou futures, conformément au partage des compétences. Il s’ensuit que l’article V de l’Acte de Québec devient modifiable ou abrogeable par une loi fédérale ou provinciale intra vires.